# Christofle

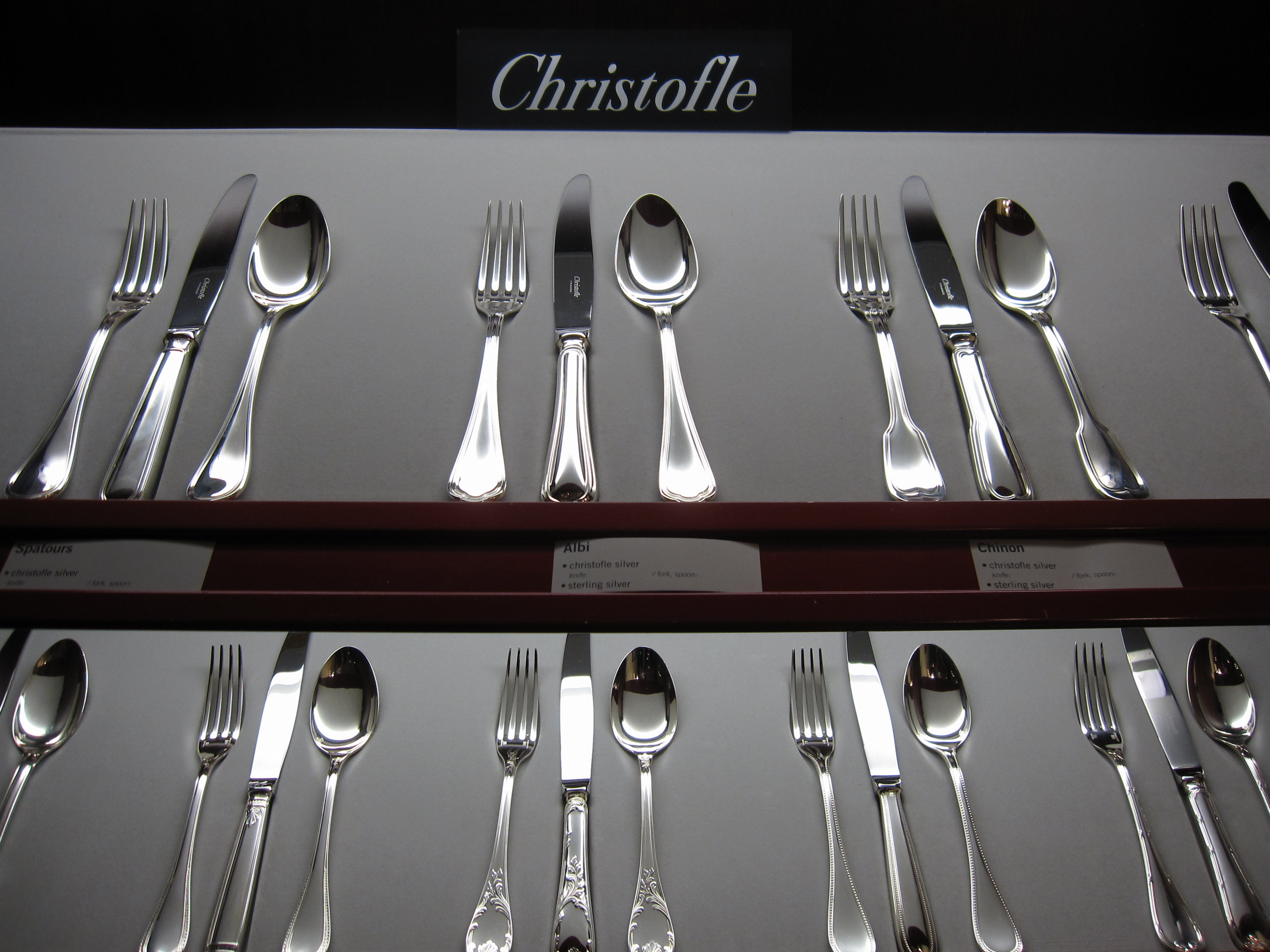
Bestekken van Christofle

Christofle is een Frans bedrijf dat verzilverde en massief zilveren artikelen produceert.  Het is best bekend voor zijn bestekken, maar heeft daarnaast een breed assortiment van schalen, koffie- en theeserviezen, geboortegeschenken, bureauaccessoires, fotokaders en andere geschenkartikelen. Het werd gesticht in 1830, toen de juwelier Charles Christofle de leiding op zich nam van een atelier, toebehorend aan de familie van zijn echtgenote, dat juwelen vervaardigde. 
In de 19e eeuw kreeg Christofle grote opdrachten van de keizer van Mexico, van de Franse keizer Napoleon III en van de opera van Parijs.
Thans behoren tot de producten van dit merk ook porseleinserviezen, kristallen glazen en vazen, massief zilveren juwelen, barartikelen en kandelaars. Het porselein van Christofle wordt geproduceerd in Limoges of in Tunesië. Christofle is veruit de grootste producent van verzilverde bestekken en geschenkartikelen in Frankrijk en heeft fabrieken in Frankrijk en Brazilië.
Christofle werkte samen met kunstenaars en designers zoals de Parijse edelsmid Antoine Perrin, Man Ray, Jean Cocteau, Gio Ponti, Andrée Putman, Martin Szekely, Ito Morabito (Ora-Ïto) en Richard Hutten. Recent ontwierp de Nederlander Marcel Wanders een bestek voor Christofle, Jardin d'Eden genaamd.
Christofle baat eigen winkels uit in enkele grote steden zoals Parijs, New York en Brussel. Deze winkels heten Pavillon Christofle. De laatste jaren brengt Christofle meer en meer producten in roestvrij staal op de markt.
Het Musée Bouilhet-Christofle is een particulier museum in het 8e arrondissement van Parijs.